# Barbacoas (Morán)
Pour les articles homonymes, voir Barbacoas.
Barbacoas est la capitale de la paroisse civile de Morán de la municipalité de Morán de l'État de Lara au Venezuela.